# Nyctemera similis
Nyctemera similis là một loài bướm đêm thuộc phân họ Arctiinae, họ Erebidae.